# Магіденко Михайло Якович
Магіденко Михайло Якович (2 (15) березня 1915 Прилуки, Полтавська губернія — 13 жовтень 1983, Москва) — радянський композитор.
У 1940 році закінчив Московську консерваторію по класу Д. Б. Кабалевського (композиція). У 1940—1946 роках в Радянській Армії, хормейстер і композитор Ансамблю пісні і танцю Тихоокеанського флоту. У 1952 році — відповідальний секретар комісії музичного театру Спілки композиторів СРСР. Писав романси на вірші О. С. Пушкіна, Т. Г. Шевченка та інших поетів; хори на вірші Л. Ошаніна, Миколи Сидоренка та інших поетів; пісні на вірші М. Ісаковського, А. Сальникова та інших поетів; музику до вистав. Член КПРС з 1940 року.

## Твори
- опера «Казка про диво-птаха» (за власним лібрето, 1955, Москва)
- опера «Стежкою грому» (за власним лібрето, за романом Пітера Абрагамса, 1959, Свердловськ)
- опера «Варина любов» (за власним лібрето, по Михайлу Шолохову, 1965, Свердловськ; телеваріант 1963)
- опера «Вітер» (за власним лібрето, Москва, 1967; 2-а редакція — «Вітер з Неви», 1976, Москва)
- опера «Золотий кишлак» (за власним лібрето, за однойменною п'єсою Мірсаїда Міршакара, 1968)
- дитяча опера «Країна навпаки» (за власним лібрето, 1972, Кострома)
- дитяча опера «Тараска» (за власним лібрето, по Аркадію Гайдару, 1973, Чебоксари)
- опера «Чекаю тебе» (за власним лібрето, за повістю Віри Панової «Супутники», 1975, Чебоксари)
- опера «Алтинай» (1982)
- сюїта і концерт для фортепіано з оркестром (1949, 1955)
- «Святкова поема» для фортепіано з оркестром (1959)
- симфонія для духового оркестру (1973)
- сюїта і рапсодія на марійські теми для оркестру народних інструментів (1953), для духового оркестру (1972)
- сюїта на теми сучасних російських народних пісень для оркестру народних інструментів (1953)
- сюїта на чеські теми для оркестру народних інструментів (1954)
- сюїта на болгарські теми для оркестру народних інструментів (1972)
- струнний квартет на чеські та словацькі теми (1946)
- концерт для кларнета і фортепіано (1947), кларнета і духового оркестру (1972)
- соната для баяна № I та № II (1971, 1976)
- цикли на вірші Сергія Єсеніна для голосу і фортепіано (1958)
- цикли на вірші Аветіка Ісаакяна для голосу і фортепіано (1959)
- цикли на вірші Ленгстона Г'юза для голосу і фортепіано (1960)
- цикли на вірші Людвіка Ашкеназі для голосу і фортепіано (1967)
- пісенна сюїта «Про Галинку» для голосу і фортепіано (на вірші Олександра Прокоф'єва, 1971)